# Joana Lina
Joana Lina Ramos Baptista Cândido (Camabatela, 22 de setembro de 1957) é uma economista e política angolana. Filiada ao Movimento Popular de Libertação de Angola (MPLA), foi deputada pelo partido no Círculo Nacional da Assembleia Nacional de 1992 a 2022.

## Biografia
Joana Lina nasceu em 22 de setembro de 1957 em Camabatela, na província do Cuanza Norte. É filha de José Coimbra Baptista e de Alexandrina Rodrigues Ramos da Cruz Baptista. De 1964 a 1968 estuda o ensino primário na Escola Primária de Camabatela.
Residiu em sua infância e adolescência em Nadalatando. Neste período, de 1969 a 1974, iniciou seu ensino secundário e liceal no Liceu Adriano Moreira de Nadalatando.
Antes de se mudar para Luanda, onde aderiu ao MPLA em 1974, chegou a trabalhar como coordenadora voluntária do sector de alfabetização do partido no Cuanza Norte. Em Luanda adere como militante da Organização da Mulher Angolana (OMA). Na capital angolana, de 1976 a 1978, ingressa nos cursos complementares nos liceus Paulo Dias de Novais e Salvador Correia.
Cursou economia entre 1978 e 1982 na Faculdade de Economia da Universidade Agostinho Neto. Muitos anos mais tarde, em 2013, concluiu um mestrado em políticas económicas do desenvolvimento pela mesma universidade.

### Carreira política
Na Angola independente, Joana Lina começou a trabalhar na sede do MPLA nas funções de secretária de gabinete do Comité Central para o Desenvolvimento Económico e Planificação, estando sob a chefia de José Eduardo dos Santos.
Com a mudança de designação do referido sector para Departamento para Política Económica e Social (DPES), passou ela a ser a directora, no ano de 1983, já com Roberto Francisco de Almeida como Secretario do Comité Central do DPES, a quem ela respondia. Passou a ter acento no Comité Nacional da OMA neste período.
Entre 1991 a 1997, exerceu a função de Secretária de Estado e Promoção e Desenvolvimento da Mulher, sendo Ministra da Família e Promoção da Mulher de 1997 a 1999 durante o Governo de Unidade e Reconciliação Nacional.
Paralelamente, em 1992, elege-se deputada pelo MPLA para a Assembleia Nacional, tornando-se, logo de início, Presidente da Comissão de Economia e Finanças da primeira legislatura multipartidária.
Após o período como ministra, voltou a trabalhar nas estruturas do MPLA, novamente como diretora do DPES. Porém, no congresso partidário de 2003, foi indicada como Secretária para a Administração e Finanças do MPLA. Reeleita deputada em 2008, passou a servir como 2ª Vice-Presidenta da Assembleia Nacional, e, de 2012 a 2017, como 1ª Vice-Presidenta da Assembleia Nacional.
A partir de 1996 tornou-se membro da Federação Angolana de Futebol (FAF), do Comité Olímpico Angolano, do Comité Paralímpico Angolano, do Comité da Mulher Rural, além de ter presidido a mesa da Assembleia da Associação dos Economistas. Fundou o Fundo Lwini, onde faz parte do seu conselho de administração, além de ter idênticas funções no Banco SOL.
Foi reeleita deputada em 2017 e, de 2018 a 2020, foi governadora da província do Huambo, sendo movida para exercer, entre 2020 e 2021, o cargo de governadora da província de Luanda.
Foi inscrita na posição 100 na lista do MPLA para o círculo nacional nas eleições gerais de Angola de 2022. Somente 67 candidatos do partido se elegeram pelo círculo nacional. Assim, após muitos anos no parlamento, Joana Lina ficou na suplência e sem titularidade de uma cadeira legislativa.